# Saint-Martin-de-Vaulserre
Saint-Martin-de-Vaulserre ist eine französische Gemeinde mit 241 Einwohnern (Stand: 1. Januar 2022) im Département Isère in der Region Auvergne-Rhône-Alpes. Sie gehört zum Arrondissement La Tour-du-Pin und zum Kanton Chartreuse-Guiers.

## Geographie
Die Gemeinde Saint-Martin-de-Vaulserre liegt im Vorland der Chartreuse auf einem Plateau ca. 100 m über dem Tal des Guiers, etwa 19 Kilometer westsüdwestlich von Chambéry. Saint-Martin-de-Vaulserre wird umgeben von den Nachbargemeinden Saint-Jean-d’Avelanne im Nordwesten und Norden, Saint-Albin-de-Vaulserre im Nordosten und Osten, Saint-Bueil im Süden sowie Velanne im Westen.

## Bevölkerungsentwicklung
| Jahr                       | 1962 | 1968 | 1975 | 1982 | 1990 | 1999 | 2006 | 2013 | 2021 |
| Einwohner                  | 172  | 164  | 134  | 155  | 191  | 208  | 218  | 256  | 244  |
| Quellen: Cassini und INSEE |      |      |      |      |      |      |      |      |      |

## Sehenswürdigkeiten

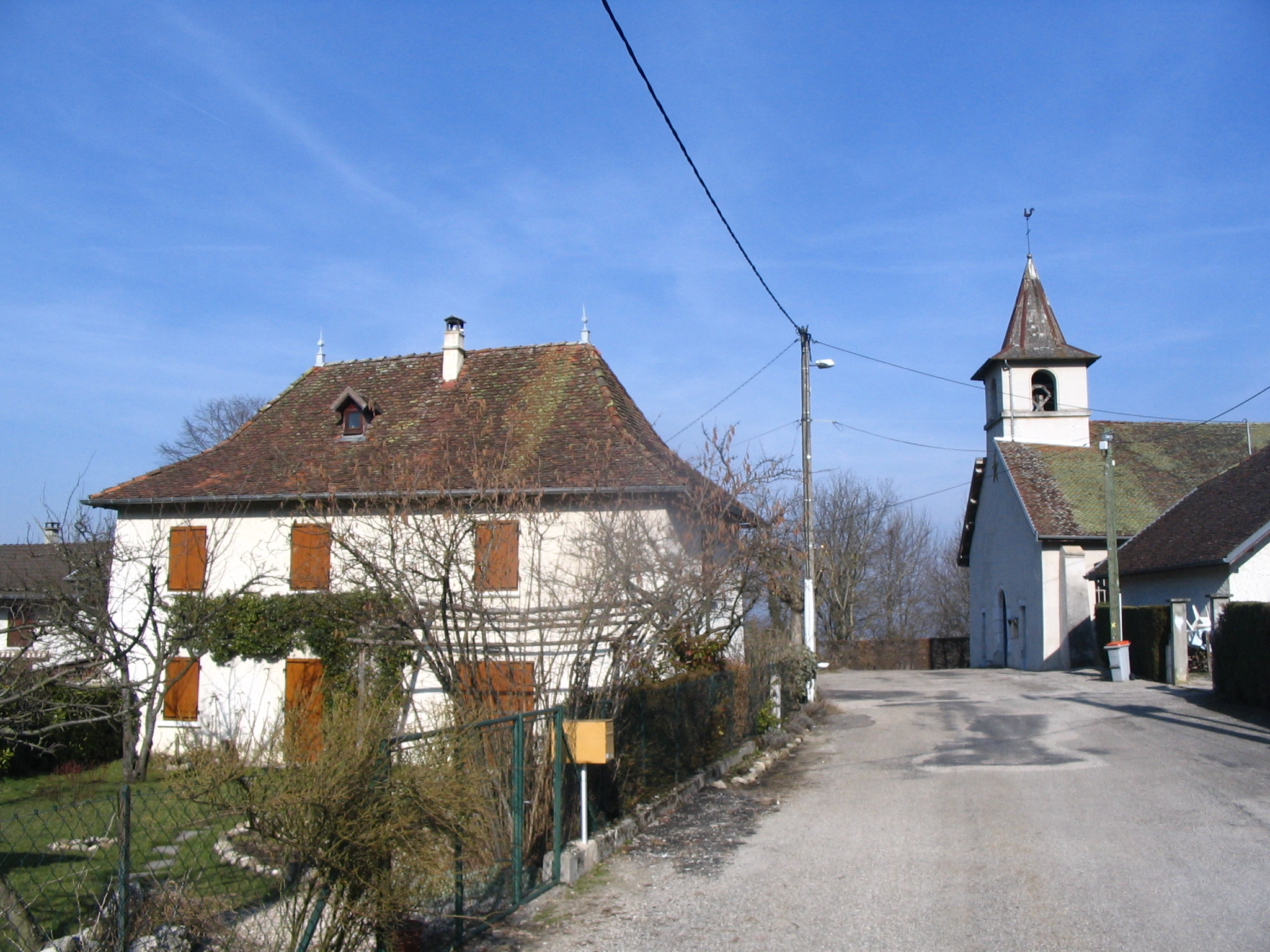
Kirche Saint-Martin

- Kirche Saint-Martin